# Arrondissements de Paris
Ne doit pas être confondu avec l'arrondissement de Paris.
Les arrondissements de Paris sont des divisions administratives intracommunales qui partagent la capitale française en vingt arrondissements municipaux. Ils servent de cadre à l'élection des conseillers de Paris, investis des compétences conjointes de conseillers municipaux et de conseillers départementaux.
La division de Paris en arrondissements date de la loi du 19 vendémiaire an IV (11 octobre 1795), qui instaure un découpage en douze arrondissements. Les arrondissements actuels sont délimités par la loi du 16 juin 1859, qui porte leur nombre à vingt à la suite de l'annexion des faubourgs situés entre les fortifications de l'enceinte de Thiers et le mur des Fermiers généraux.
Ces arrondissements municipaux ne doivent pas être confondus avec les arrondissements départementaux, autre subdivision administrative. En France, les communes de Lyon et Marseille sont également divisées en arrondissements municipaux.

## Politique et administration
Chaque arrondissement dispose d'un conseil d'arrondissement, au fonctionnement similaire à celui d'un conseil municipal mais doté de pouvoirs restreints. Depuis 2020, les quatre premiers arrondissements de Paris sont regroupés en un secteur unique au conseil d'arrondissement commun (voir infra : Réforme de 2020).
Conformément à la loi PLM, ses membres sont choisis lors des élections municipales, selon la même procédure que dans les communes de plus de 3 500 habitants.
Avant la réforme de 2025, les premiers élus de chaque liste (les conseillers de Paris) siégeaient également au Conseil de Paris et, par fléchage, au Conseil de la Métropole du Grand Paris, les suivants (conseillers d'arrondissement) seulement au Conseil d'arrondissement.
Lors de sa première séance, chaque conseil d'arrondissement élit son maire d'arrondissement.
Les arrondissements n'ont pas la qualité de collectivité territoriale.
 (août 2025).
| Secteur       | Arrondissement | Conseillers de Paris | Conseillers de Paris | Conseillers de Paris | Conseillers d'arrondissement | Conseillers d'arrondissement | Conseillers d'arrondissement | Nombre d'élus par arrondissement | Nombre d'élus par arrondissement | Nombre d'élus par arrondissement | Habitants par conseiller de Paris | Habitants par conseiller de Paris |
| Secteur       | Arrondissement | de 1983 à 2014       | de 2014 à 2020       | depuis 2020          | avant 2014                   | de 2014 à 2020               | depuis 2020                  | avant 2014                       | de 2014 à 2020                   | depuis 2020                      | en 2015,                          | en 2021,                          |
| ------------- | -------------- | -------------------- | -------------------- | -------------------- | ---------------------------- | ---------------------------- | ---------------------------- | -------------------------------- | -------------------------------- | -------------------------------- | --------------------------------- | --------------------------------- |
| Paris Centre  | 1er            | 3                    | 1                    | 8                    | 10                           | 10                           | 16                           | 13                               | 11                               | 24                               | 16 545                            | 12 269                            |
| Paris Centre  | 2e             | 3                    | 2                    | 8                    | 10                           | 10                           | 16                           | 13                               | 12                               | 24                               | 10 398                            | 12 269                            |
| Paris Centre  | 3e             | 3                    | 3                    | 8                    | 10                           | 10                           | 16                           | 13                               | 13                               | 24                               | 11 683                            | 12 269                            |
| Paris Centre  | 4e             | 3                    | 2                    | 8                    | 10                           | 10                           | 16                           | 13                               | 12                               | 24                               | 13 573                            | 12 269                            |
| 5e            | 5e             | 4                    | 4                    | 4                    | 10                           | 10                           | 10                           | 14                               | 14                               | 14                               | 14 833                            | 14 210                            |
| 6e            | 6e             | 3                    | 3                    | 3                    | 10                           | 10                           | 10                           | 13                               | 13                               | 13                               | 14 143                            | 13 403                            |
| 7e            | 7e             | 5                    | 4                    | 4                    | 10                           | 10                           | 10                           | 15                               | 14                               | 14                               | 13 533                            | 11 987                            |
| 8e            | 8e             | 3                    | 3                    | 3                    | 10                           | 10                           | 10                           | 13                               | 13                               | 13                               | 12 231                            | 11 708                            |
| 9e            | 9e             | 4                    | 4                    | 4                    | 10                           | 10                           | 10                           | 14                               | 14                               | 14                               | 14 852                            | 14 738                            |
| 10e           | 10e            | 6                    | 7                    | 7                    | 12                           | 14                           | 14                           | 18                               | 21                               | 21                               | 13 110                            | 11 935                            |
| 11e           | 11e            | 11                   | 11                   | 11                   | 22                           | 22                           | 22                           | 33                               | 33                               | 33                               | 13 621                            | 12 962                            |
| 12e           | 12e            | 10                   | 10                   | 10                   | 20                           | 20                           | 20                           | 30                               | 30                               | 30                               | 14 234                            | 14 095                            |
| 13e           | 13e            | 13                   | 13                   | 13                   | 26                           | 26                           | 26                           | 39                               | 39                               | 39                               | 14 094                            | 13 719                            |
| 14e           | 14e            | 10                   | 10                   | 10                   | 20                           | 20                           | 20                           | 30                               | 30                               | 30                               | 13 999                            | 13 637                            |
| 15e           | 15e            | 17                   | 18                   | 18                   | 34                           | 36                           | 36                           | 51                               | 54                               | 54                               | 13 055                            | 12 653                            |
| 16e           | 16e            | 13                   | 13                   | 13                   | 26                           | 26                           | 26                           | 39                               | 39                               | 39                               | 12 730                            | 12 466                            |
| 17e           | 17e            | 13                   | 12                   | 12                   | 26                           | 24                           | 24                           | 39                               | 36                               | 36                               | 14 044                            | 13 701                            |
| 18e           | 18e            | 14                   | 15                   | 15                   | 28                           | 30                           | 30                           | 42                               | 45                               | 45                               | 13 172                            | 12 563                            |
| 19e           | 19e            | 12                   | 14                   | 14                   | 24                           | 28                           | 28                           | 36                               | 42                               | 42                               | 13 261                            | 12 973                            |
| 20e           | 20e            | 13                   | 14                   | 14                   | 26                           | 28                           | 28                           | 39                               | 42                               | 42                               | 13 968                            | 13 558                            |
| Nombre d'élus | Nombre d'élus  | 163                  | 163                  | 163                  | 354                          | 364                          | 340                          | 517                              | 527                              | 503                              | 13 537                            | 13 087                            |

- Sous-représentation supérieure de 5 % à la moyenne.
- Sur-représentation supérieure de 5 % à la moyenne.

## Répartition de la population
Les caractéristiques des différents arrondissements sont extrêmement variables : ainsi, le 15e est huit fois et demi plus grand que le 2e, il est aussi quatorze fois plus peuplé que le 1er. Quant au 11e, avec 40 000 habitants au km2, il est cinq fois plus densément peuplé que le 1er, mais il l’est moitié moins que le 2e ou le 3e du milieu du XIXe siècle, où les populations étaient littéralement entassées à toute une famille dans une seule pièce, dans des conditions généralement très dégradées (la première moitié du XXe siècle ayant vu la destruction de nombreux immeubles considérés comme insalubres, la population de Paris n’a cessé de baisser depuis les années 1930, surtout dans les arrondissements centraux).
Le Code général des collectivités territoriales fixe le nombre des arrondissements en son article L. 2511-3 et leur nom en son article R. 2512-1. Les appellations remontent au décret impérial du 31 octobre 1859, qui donne au dixième arrondissement le nom, aujourd'hui perdu, d'« Enclos-Saint-Laurent ». Ces appellations administratives ne sont pas employées dans l'usage quotidien.
| Arr.           | Nom                                         | Nom                                         | Superficie (ha) | Population, | Population, | Population, | Population, | Population, | Population, | Densité (hab./km2) | Densité (hab./km2) | Densité (hab./km2) | Densité (hab./km2) | Densité (hab./km2) | Densité (hab./km2) |
| Arr.           | Nom                                         | Nom                                         | Superficie (ha) | 1982        | 1990        | 1999        | 2009        | 2014        | 2020        | 1982               | 1990               | 1999               | 2010               | 2015               | 2021               |
| -------------- | ------------------------------------------- | ------------------------------------------- | --------------- | ----------- | ----------- | ----------- | ----------- | ----------- | ----------- | ------------------ | ------------------ | ------------------ | ------------------ | ------------------ | ------------------ |
| 1er            | Louvre                                      | Louvre                                      | 183             | 18 509      | 18 360      | 16 888      | 17 308      | 16 545      | 15 919      | 10 114             | 10 033             | 9 228              | 9 458              | 9 041              | 8 699              |
| 2e             | Bourse                                      | Bourse                                      | 99              | 21 203      | 20 738      | 19 585      | 23 009      | 20 796      | 21 119      | 21 417             | 20 947             | 19 783             | 23 241             | 21 006             | 21 332             |
| 3e             | Temple                                      | Temple                                      | 117             | 36 094      | 35 102      | 34 248      | 35 652      | 35 049      | 32 793      | 30 850             | 30 002             | 29 272             | 30 472             | 29 956             | 28 028             |
| 4e             | Hôtel-de-Ville                              | Hôtel-de-Ville                              | 160             | 33 990      | 32 226      | 30 675      | 28 012      | 27 146      | 28 324      | 21 244             | 20 141             | 19 172             | 17 508             | 16 966             | 17 702             |
| 5e             | Panthéon                                    | Panthéon                                    | 254             | 62 173      | 61 222      | 58 849      | 60 938      | 59 333      | 56 841      | 24 478             | 24 103             | 23 169             | 23 991             | 23 359             | 22 378             |
| 6e             | Luxembourg                                  | Luxembourg                                  | 215             | 48 905      | 47 891      | 44 919      | 43 451      | 42 428      | 40 209      | 22 747             | 22 275             | 20 893             | 20 210             | 19 734             | 18 702             |
| 7e             | Palais-Bourbon                              | Palais-Bourbon                              | 409             | 67 461      | 62 939      | 56 985      | 57 974      | 54 133      | 47 947      | 16 494             | 15 389             | 13 933             | 14 175             | 13 235             | 11 723             |
| 8e             | Élysée                                      | Élysée                                      | 388             | 46 403      | 40 814      | 39 314      | 41 280      | 36 694      | 35 123      | 11 960             | 10 519             | 10 132             | 10 639             | 9 457              | 9 052              |
| 9e             | Opéra                                       | Opéra                                       | 218             | 64 134      | 58 019      | 55 838      | 60 139      | 59 408      | 58 951      | 29 419             | 26 614             | 25 614             | 27 587             | 27 251             | 27 042             |
| 10e            | Entrepôt, anciennement Enclos Saint-Laurent | Entrepôt, anciennement Enclos Saint-Laurent | 289             | 86 970      | 90 083      | 89 612      | 95 394      | 91 770      | 83 543      | 30 093             | 31 171             | 31 008             | 33 008             | 31 754             | 28 908             |
| 11e            | Popincourt                                  | Popincourt                                  | 367             | 146 931     | 154 165     | 149 102     | 153 202     | 149 834     | 142 583     | 40 036             | 42 007             | 40 627             | 41 744             | 40 827             | 38 851             |
| 12e            | Reuilly                                     | Hors bois de Vincennes                      | 637             | 138 015     | 130 257     | 136 591     | 144 262     | 142 340     | 140 954     | 21 632             | 20 416             | 21 409             | 22 433             | 22 594             | 22 027             |
| 12e            | Reuilly                                     | Avec bois de Vincennes                      | 1 632           | 138 015     | 130 257     | 136 591     | 144 262     | 142 340     | 140 954     | 8 457              | 7 981              | 8 370              | 8 840              | 8 722              | 8 637              |
| 13e            | Gobelins                                    | Gobelins                                    | 715             | 170 818     | 171 098     | 171 533     | 181 532     | 183 216     | 178 350     | 23 891             | 23 930             | 23 991             | 25 389             | 25 625             | 24 944             |
| 14e            | Observatoire                                | Observatoire                                | 564             | 138 596     | 136 574     | 132 844     | 138 299     | 139 992     | 136 368     | 24 574             | 24 215             | 23 554             | 24 521             | 24 821             | 24 179             |
| 15e            | Vaugirard                                   | Vaugirard                                   | 848             | 225 596     | 223 940     | 225 362     | 236 715     | 234 994     | 227 746     | 26 603             | 26 408             | 26 576             | 27 915             | 27 712             | 26 857             |
| 16e            | Passy                                       | Hors bois de Boulogne                       | 791             | 179 446     | 169 863     | 161 773     | 171 124     | 165 487     | 162 061     | 22 686             | 21 474             | 20 452             | 21 634             | 20 921             | 20 488             |
| 16e            | Passy                                       | Avec bois de Boulogne                       | 1 637           | 179 446     | 169 863     | 161 773     | 171 124     | 165 487     | 162 061     | 10 962             | 10 376             | 9 882              | 10 454             | 10 109             | 9 900              |
| 17e            | Batignolles-Monceau                         | Batignolles-Monceau                         | 567             | 169 513     | 161 935     | 160 860     | 169 325     | 168 533     | 164 413     | 29 896             | 28 560             | 28 370             | 29 863             | 29 724             | 28 997             |
| 18e            | Buttes-Montmartre                           | Buttes-Montmartre                           | 601             | 186 866     | 187 657     | 184 586     | 202 685     | 197 580     | 188 446     | 31 093             | 31 224             | 30 713             | 33 725             | 32 875             | 31 355             |
| 19e            | Buttes-Chaumont                             | Buttes-Chaumont                             | 679             | 162 649     | 165 062     | 172 730     | 186 652     | 185 654     | 181 616     | 23 954             | 24 310             | 25 439             | 27 489             | 27 342             | 26 748             |
| 20e            | Ménilmontant                                | Ménilmontant                                | 598             | 171 971     | 184 478     | 182 952     | 196 880     | 195 556     | 189 805     | 28 758             | 30 849             | 30 594             | 32 923             | 32 702             | 31 740             |
| Ville de Paris | Ville de Paris                              | Ville de Paris                              | 10 540          | 2 176 243   | 2 152 423   | 2 125 246   | 2 243 833   | 2 206 488   | 2 133 111   | 20 647             | 20 421             | 20 164             | 21 289             | 20 934             | 20 238             |

- Nombre le plus faible de la colonne.
- Nombre le plus élevé de la colonne.

Densité de population
2017
2007
1999
1982
1968
1954
1946
1931
1921
1911
1901
1891
1881
1872
1861

## Codifications numériques
À l'instar d'une commune, chaque arrondissement possède ses propres codes postal et Insee, où deux chiffres l'identifient :
- le code postal s'énonce 750XX, XX représentant le numéro d'arrondissement (par exemple : 75008 pour le 8e, 75017 pour le 17e). Exceptionnellement, le 16e arrondissement, très étendu, se divise en deux : 75016 au sud et 75116 au nord ;
- le code INSEE s'énonce 751XX, XX représentant le numéro d'arrondissement (par exemple : 75108 pour le 8e, 75117 pour le 17e).

## Histoire

### Arrondissements de 1795 à 1860

Plan des anciens arrondissements de Paris par rapport aux limites actuelles.

Paris est divisée en 12 arrondissements le 11 octobre 1795. Cette répartition perdure jusqu'en 1860, où l'annexion des faubourgs entraîne une refonte totale.
Il existe alors neuf arrondissements sur la Rive droite et trois sur la Rive gauche, numérotés d'ouest en est et du nord au sud par ordre à peu près croissant. Leur taille varie considérablement. Nettement moins régulière que celle des arrondissements actuels, leur forme peut même défier la logique : les anciens 3e et 5e se composent de deux sections discontinues se jouxtant par l'un des angles.
Chaque arrondissement comprend quatre quartiers, hérités des sections révolutionnaires créées en 1790.

### Extension de 1860

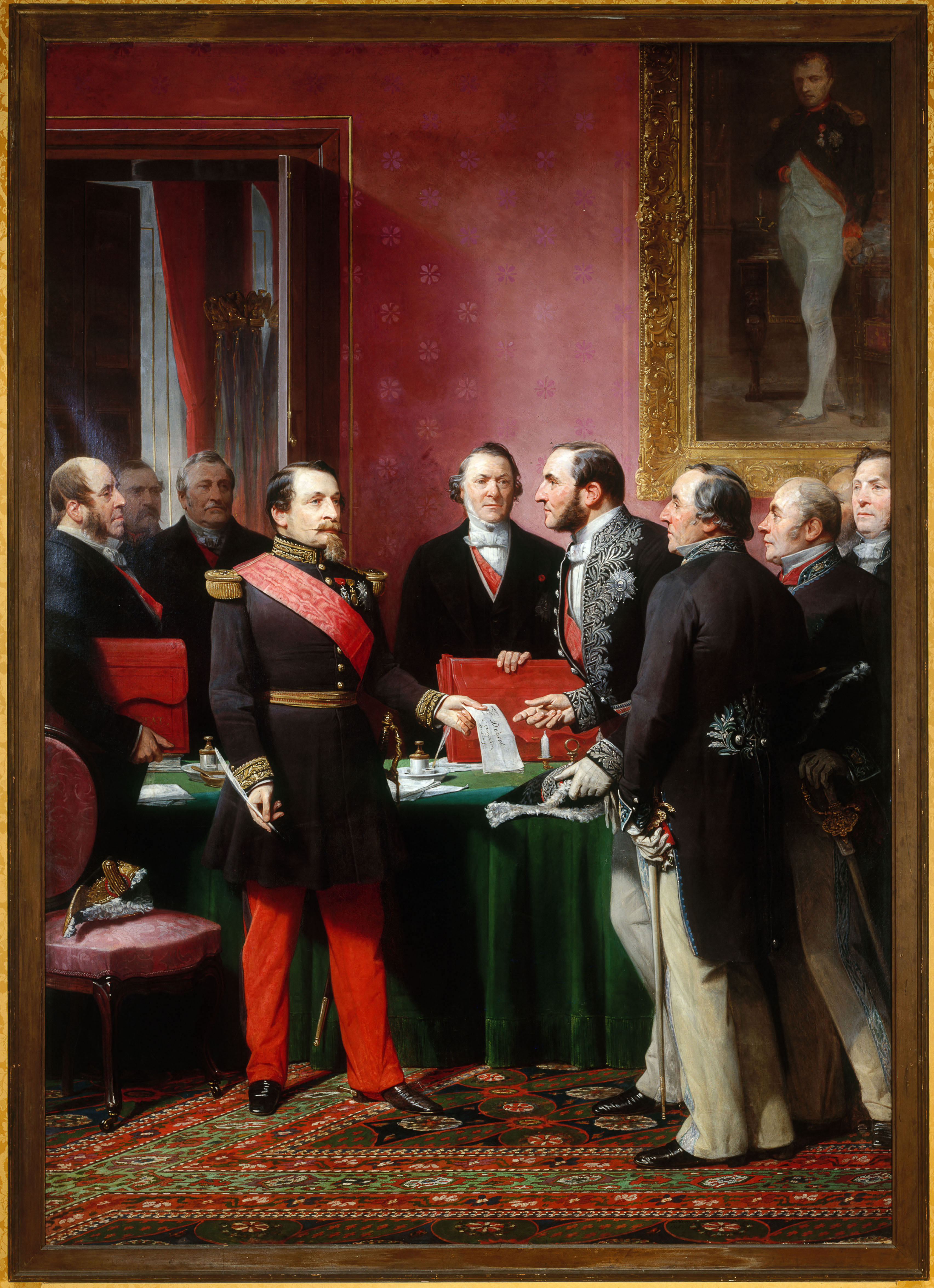
Napoléon III remet au baron Haussmann le décret d'annexion à Paris des communes suburbaines (1860).

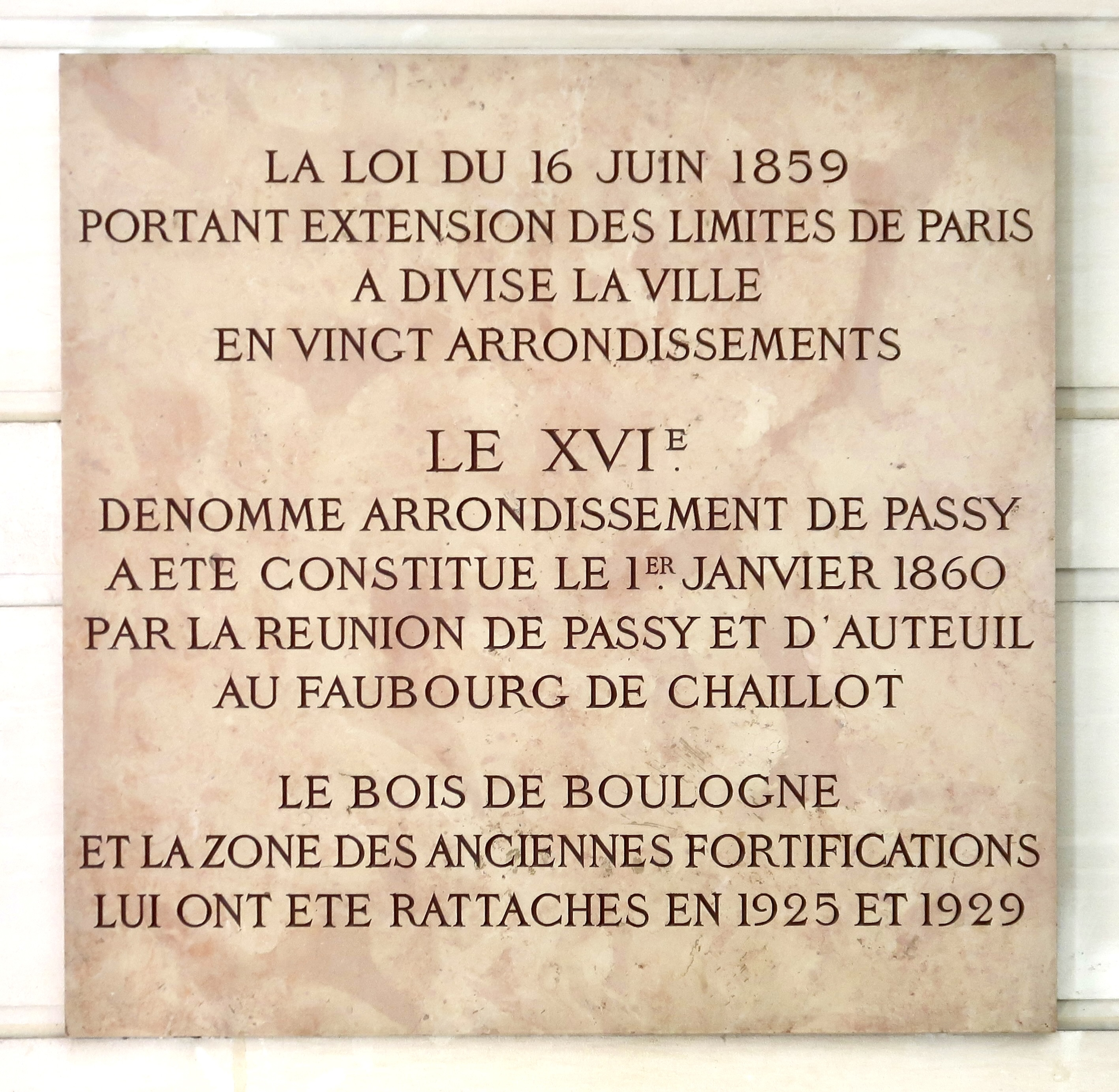
Plaque commémorant la création du 16e arrondissement en 1860 à la suite de l'extension de Paris, qui est alors passée de douze à vingt arrondissements.

#### Évolution du projet
Préfet de la Seine depuis 1853, le baron Haussmann s'inquiète des embouteillages de voitures et de cavaliers qui affluent chaque jour vers le bois de Boulogne. Dès 1856, il songe à annexer des terrains de Passy et Neuilly pour agrandir la place de l'Étoile et déplacer l'octroi vers la porte Maillot.
Pour sa part, Napoléon III, marqué par sa jeunesse londonienne, rêve d'un « Grand Paris » qui engloberait non seulement l'ensemble du département de la Seine mais aussi les communes de Meudon et de Sèvres. À cet effet, il crée une commission présidée par le comte Henri Siméon. Son rapport préfigure la réorganisation territoriale de la capitale.
Quelques années plus tôt, la construction de l'enceinte de Thiers a coupé en deux certaines communes limitrophes. Le ministre de l'Intérieur Delangle argue que les territoires compris entre l'enceinte de Thiers et le mur des Fermiers généraux ne doivent leur prospérité qu'à la ville de Paris,.
Conçu en 1859 par le baron Haussmann, le projet de nouveau découpage de la capitale reprend l'ancien principe de numérotation. Balayant la ville du nord au sud et d'ouest en est, il commence par la Rive droite, qui comporte douze nouveaux arrondissements, et se poursuit sur la Rive gauche par les huit restants. La circonscription occidentale englobant Passy et Auteuil doit donc recevoir le numéro 13, le faubourg Saint-Marcel fermant la liste avec le 20. Et là, le bât blesse car certains habitants influents de Passy s'offusquent, n'appréciant pas du tout qu'on les assimile à des personnes vivant en concubinage (voir 13e arrondissement de Paris). Leur maire, Jean-Frédéric Possoz, prend en compte ces protestations. Il propose au préfet Haussmann de répartir les arrondissements selon une spirale partant du centre-ville, où se trouvent les bâtiments officiels. La distribution est revue en ce sens. C'est un secteur populaire et non revendicatif qui deviendra le 13e arrondissement, Passy et Auteuil formant le 16e.

#### Loi d'extension
Malgré l'opposition de certaines communes limitrophes, la limite de Paris est étendue depuis le mur des Fermiers généraux jusqu'à l'enceinte de Thiers. La loi du 16 juin 1859 entérine cette décision :

« Les limites de Paris sont portées jusqu'au pied du glacis de l'enceinte fortifiée (l'enceinte de Thiers). »

Selon l'article 2 de la loi, la commune de Paris comprend désormais vingt arrondissements, qui forment autant de cantons. L'article 3 détermine l'organisation administrative en instituant un conseil municipal de soixante membres, dont au moins deux par arrondissement.
Paris s'agrandit ainsi de 4 365 hectares et passe de 3 438 hectares en 1859 à 7 802 hectares en 1860 (respectivement de 3 228 ha à 7 088 ha, emprise de la Seine non comprise).
La date communément retenue pour cette extension est celle du 1er janvier 1860. Or la loi, promulguée le 3 novembre 1859, n'est entrée en vigueur que le 5. Sa seule disposition applicable 1er janvier prévoit l'extension du régime de l'octroi aux nouvelles limites de la ville, selon l'article 4. Toutefois, l'exemption de taxes est accordée pendant cinq ans aux usines et commerces implantés dans la couronne. L'objectif est politique : dissuader les industriels de s'établir à Paris et diminuer ipso facto l'importance de la classe ouvrière. Pour le même motif, l'ancienne commune de Belleville et le faubourg Saint-Antoine, traditionnellement turbulents, sont scindés en deux.
Le décret du 23 mai 1863 confirme l'intégration à la voirie parisienne des 733 voies appartenant aux communes annexées.
Le 1er janvier 1860, en application de la loi du 16 juin 1859, les faubourgs de Paris compris entre l'ancien mur des Fermiers généraux et l'enceinte de Thiers sont annexés. Cela conduit à la création de vingt arrondissements nouveaux, dont le découpage et la numérotation en spirale diffèrent totalement de l'ancienne répartition (voir : Cas du 13e arrondissement).
L'extension concerne vingt-huit communes, quatre étant agrandies par une partie d'anciennes communes intégrées à Paris. Quatre d'entre elles sont supprimées et leur territoire entièrement absorbé par Paris, où leurs noms désignent désormais des quartiers. Des vingt communes scindées par l'enceinte de Thiers, la loi en supprime sept et répartit leur territoire entre Paris et les localités voisines. Amputées de leur territoire situé à l'intérieur de l'enceinte, les treize autres conservent leur nom.

### Modifications ultérieures

Les limites de Paris, du IVe siècle à 2015.
Enceinte gallo-romaine
Enceinte carolingienne
Enceinte de Philippe Auguste
Enceinte de Charles V
Enceinte de Louis XIII
Mur des Fermiers généraux
Enceinte de Thiers
Aujourd'hui

Pour l'essentiel, les arrondissements parisiens n'ont pas changé depuis 1860. Seules les limites des arrondissements extérieurs ont été repoussées extra muros en même temps que l'extension de la capitale, conformément à la loi de déclassement des fortifications de Paris du 19 avril 1919 et au décret sur la zone de servitude militaire du 19 mars 1925 :
- en 1925 (décrets du 3 avril 1925)[20], absorption :
  - des territoires zoniers des communes de Boulogne, Issy-les-Moulineaux ; Malakoff, Vanves, Montrouge et Gentilly ;
  - du champ de manœuvres d'Issy-les-Moulineaux[note 2] ;
  - de la partie du bois de Boulogne située dans la commune éponyme.
- en 1929 (décrets du 18 avril 1929)[21], absorption :
  - des territoires zoniers d'Ivry-sur-Seine, de Neuilly-sur-Seine, du Kremlin-Bicêtre, de Charenton-le-Pont et de Saint-Mandé ;
  - de la partie du bois de Boulogne située sur Neuilly-sur-Seine (846 hectares, 16e arrondissement) ;
  - du bois de Vincennes, situé sur Vincennes, Fontenay-sous-Bois, Nogent-sur-Marne, Joinville-le-Pont, Saint-Maurice, Saint-Mandé et Charenton-le-Pont (995 hectares ; 12e arrondissement)[21].
- en 1930 (décrets du 27 juillet 1930)[22], absorption des territoires zoniers de :
  - Levallois-Perret ;
  - Clichy ;
  - Saint-Ouen-sur-Seine ;
  - Saint-Denis ;
  - Aubervilliers ;
  - Pantin ;
  - le Pré-Saint-Gervais ;
  - Les Lilas ;
  - Bagnolet ;
  - Montreuil[23].

Paris atteint ses limites actuelles en 1954. Depuis cette date, sa superficie s'élève à 10 540 hectares.

### Réforme de 2020
En février 2016, la maire de Paris soumet au Conseil de Paris un projet visant à regrouper, à l'horizon 2020, les quatre premiers arrondissements en un ensemble unique comptant un peu plus de 100 000 habitants. Cette proposition est agréée par le Conseil de Paris en février 2016.
Pour accueillir l'administration centrale, un choix doit être effectué entre la mairie du 4e arrondissement, située place Baudoyer, et celle du 3e, rue Eugène Spuller : les services de la future mairie centrale devront en effet être regroupés sur un même site, et les mairies des 1er et 2e arrondissements sont jugées trop exiguës.
En mai 2018, on annonce aux électeurs des quatre arrondissements concernés qu'ils seront consultés par correspondance sur le site de la future mairie centrale (3e ou 4e arrondissement) et le nom de ce secteur. La maire de Paris et les maires d'arrondissement ont retenu quatre appellations : « Paris Centre », « Cœur de Paris », « Premiers arrondissements de Paris » et « Paris 1 2 3 4 ». Le vote a lieu du 8 au 14 octobre 2018. Il opte pour la mairie du 3e arrondissement et l'appellation de « Paris Centre ».
Un projet de loi, présenté en août 2016 et débattu au second semestre 2016, reprend cette proposition,. Il est définitivement adopté et la loi est promulguée en février 2017,.
Applicable dès le lendemain du deuxième tour des élections municipales de 2020, la réforme ne supprime pas les quatre premiers arrondissements mais les regroupe en un secteur administratif et électoral unique. Ce secteur est pourvu d'un conseil et d'un maire d'arrondissement communs aux quatre arrondissements, comme à Marseille où les seize arrondissements sont regroupés en huit secteurs. Le nombre des conseillers de Paris reste inchangé.
Le territoire de la ville de Paris doit donc être découpé en dix-sept secteurs qui se superposeront aux vingt arrondissements. La commission des lois de l’Assemblée nationale a prévu que la numérotation des secteurs serait identique à celle des arrondissements correspondants : elle passe donc directement du numéro 1 au numéro 5.

## 21earrondissement
Les médias qualifient certains quartiers d'affaires de la proche banlieue, telles la Défense ou la Plaine Saint-Denis, de « 21e arrondissement ». Pour des raisons commerciales, les entreprises établies dans ces secteurs ou dans les aéroports desservant la capitale peuvent se faire adresser leur courrier à Paris au moyen d'un cedex spécifique (92031 à 92999 pour les Hauts-de-Seine ; 93211 à 93634 pour la Seine-Saint-Denis ; 95701 à 95978 pour le Val-d'Oise)[réf. nécessaire].
L'expression « 21e arrondissement » est aussi employée pour désigner certaines communes limitrophes de Paris, aisées comme Neuilly-sur-Seine, Boulogne-Billancourt et Levallois-Perret ou en voie de gentrification telle Montreuil.
Plus largement, elle peut qualifier le lieu de villégiature de nombreux Parisiens qu'est Deauville[réf. nécessaire].

## Quartiers
Chaque arrondissement est divisé administrativement en quatre quartiers.

## Logos des mairies

Logos des mairies des arrondissements de Paris
Paris Centre (arrondissements 1, 2, 3, 4).
5e arrondissement.
6e arrondissement.
7e arrondissement.
8e arrondissement.
9e arrondissement.
10e arrondissement.
11e arrondissement.
12e arrondissement.
13e arrondissement.
14e arrondissement.
15e arrondissement.
16e arrondissement.
17e arrondissement.
18e arrondissement.
19e arrondissement.
20e arrondissement.

## Dans la littérature
En 1866, Pierre Larousse indique : 

« Être marié au treizième arrondissement : se disait, lorsque Paris ne comptait que douze arrondissements, pour Vivre maritalement, sans être marié. Le marquis ne fut blâmé par personne de se marier au treizième arrondissement, avec une Béatrix d'occasion. »

— Balzac, Béatrix.